# 特雷維利安島
特雷維利安島（英語：Trevillian Island）是南極洲的島嶼，位於麥克羅伯特森地，處於諾斯特島以南1.9公里的霍姆灣，根據挪威探險隊拍攝的空中照片繪入地圖，現時由南極條約體系管理。